# Нахичеванская Автономная Республика
Нахичева́нская Автономная Республика (азерб. Naxçıvan Muxtar Respublikası) — эксклав Азербайджанской Республики, являющийся, в соответствии с Конституцией Азербайджана и собственной конституцией, автономным государством в составе Азербайджана. От остального Азербайджана отделён Сюникской областью Армении.
28 июля 1920 года была образована Нахичеванская Социалистическая Советская Республика. 27 февраля 1923 года она была преобразована в Нахичеванский автономный край. 16 июня 1923 года край вошёл в состав Азербайджанской ССР и 9 февраля 1924 года был преобразован в Нахичеванскую Автономную Социалистическую Советскую Республику. 5 декабря 1936 года она была переименована в Нахичеванскую Автономную Советскую Социалистическую Республику, 17 ноября 1990 года — в Нахичеванскую Автономную Республику.
Территория составляет 5,5 тыс. км². Население — 468 566 человек (на 1 января 2024).
Административный центр — город Нахичевань.

## География
Занимает юго-восточную часть Закавказского нагорья. Почти 75 % территории лежит на высоте более 1000 м. На севере простирается Даралагезский хребет, на востоке — Зангезурский хребет (с высшей точкой республики г. Капыджик, 3904 м).
Южная и юго-западная части территории вдоль реки Аракс — равнина высотой 600—1000 м. Здесь расположены Садаракская, Шарурская, Боюкдюзская, Кенгерлинская, Нахчыванская, Джульфинская, Ордубадская равнины.
Климат сухой, резко-континентальный. Средние температуры января от −3 °С на равнине до −14 °С в горах; июля соответственно +28 и +25 °С (на вершинах до +5 °С).
Абсолютная  минимумальная температура −31 °С (Дервишляр). Абсолютная максимумальная температура + 44 °С (Джульфа).
В год выпадает осадков от 200 мм на равнине до 600 мм в горах.
Имеется около 400 крупных и мелких рек общей протяжённостью 1,8 тыс.км. Самая крупная река — Аракс. Относительно крупными являются Арпачай, Нахчыванчай, Алинджачай, Гиланчай.
В бассейнах рек Нахчыванчай и Гиланчай расположены озёра Ганлыгёль, Батабат, Салварты и Гёйгёль.
На реках расположены водохранилище имени Гейдара Алиева, Аразское, Бананиярское, Узунобаинское водохранилища.

## Природа
Наблюдаются пустыни и полупустыни, фриганоидная и степная растительность; горные луга и степи; высокотравье, субальпийские и альпийские луга, альпийские ковры, леса, оазисы, небольшие леса по речным берегам.
Всего насчитывается около 3000 видов растений, 373 вида животных, 226 видов птиц. Насчитывается 2 782 вида высших растений.
Обитают 813 видов бабочек, 134 вида совок, 4 вида сороконожек, 3 вида бегунков, 4 вида богомолов, 67 видов прямокрылых, 75 видов стрекоз и кузнечиков, 480 видов полужёсткокрылых.
На территории НАР расположено свыше 200 источников минеральных вод, в том числе Сираб, Бадамлы, Дарыдаг, Вайх, Гюлюстан, Нарзан.
Действуют Зангезурский национальный парк, Шахбузский заповедник, Приаразский государственный природный заказник.
21 февраля 2024 года создан государственный историко-культурный заповедник «Ордубад».

## История

### В составе Великой Армении

Великая Армения в I—IV вв., по карте-вкладышу ко II тому «Всемирной истории» (М., 1956) (Заштрихованы земли Великой Армении, отошедшие от неё к соседним государствам после раздела в 387 г.). В центре Марзпанская Армения — V—VII века

С начала II в. до н. э. по 428 г. н. э. территория современной Нахичеванской Автономной Республики входила в состав двух соседних провинций Великой Армении — Васпуракан (гавары (уезды) Нахчаван и Гохтн — ныне Ордубадский район) и Сюник (гавары Чахук (Шахапонк) (ныне Шахбузский район) и Ернджак (Джульфинский район)) (карту см. здесь Архивная копия от 11 мая 2008 на Wayback Machine).
В конце IV в. в Гохтне проповедовал учёный и монах Месроп Маштоц, который именно там пришёл к мысли о необходимости перевода Библии на армянский язык для понимания местным населением. Монастырь на месте, где проповедовал Маштоц (построен в 456 году), сохранялся до последнего времени в селе, носившем в честь Маштоца название Месропаван.

### Средние века
С 428 года, после ликвидации Армянского царства, территория Нахджавана входила в состав Армянского Марзпанства Сасанидского Ирана, с 623 года — Византии, а в середине VII века всё Закавказье, в том числе Нахджаван, попало под власть Арабского халифата и было объединено в составе единого Армянского эмирата. В арабских источниках Нахджаван упоминается как Нашава.

Роберт Хьюсен. Сюник и соседние территории в VII—XI вв.

В конце IX — начале X веков Нахджаван был отвоёван у арабов Армянским царством и передан во владение князю Сюника. Позднее за контроль над этой территорией боролись курдская династия Шеддадидов, иранская династия Саларидов и Раввадиды.
В XI—XIV вв. Нахджаван / Нахичеван подвергся нескольким нашествиям — вначале его завоевали сельджуки, в XII столетии Нахичеван стал одной из столиц государства Ильдегизидов, а в XIII—XIV вв. испытал вторжения монголов и Тамерлана. В XV в. Нахичеван входил в состав государств Кара-Коюнлу и Ак-Коюнлу, в XVI—XVII вв. оспаривался Турцией и державой Сефевидов.

### Оттеснение армянского населения тюрками
Уже в сельджукскую эпоху в регионе начинается многовековой процесс оттеснения армянского населения пришлым тюркским, особенно усилившийся после нашествий Тимура.
Согласно Киоумарсу Гереглоу, в марте 1504 и в марте 1506 гг., в эпоху шаха Исмаила I, несколько сефевидских землеустроителей были отправлены в преимущественно армянонаселенный район Нахичевани для проверки статуса собственности на сельскохозяйственные земли и городской собственности в регионе. Примерно в 1500 году в Персидской Армении к северу от реки Аракс поселилось тюркское кочевое племя кангарлу (кенгерли), насчитывавшее 4-5 тыс. человек. По состоянию на начало XVI века, Нахичеванский край населяли христиане и, в меньшей степени, персы. В XVI веке христиане всё ещё составляли население большей части области.
Процесс изгнания армян Нахичевана усилился в конце XVI — начале XVII вв., в период османо-персидских войн, когда значительное большинство армянского населения Нахичеванской области либо погибло, либо было угнано в Персию. Одновременно Закавказье не только стихийно, но и целенаправленно заселялось курдами и туркменскими кочевыми племенами, которых местные правители рассматривали как свою опору.

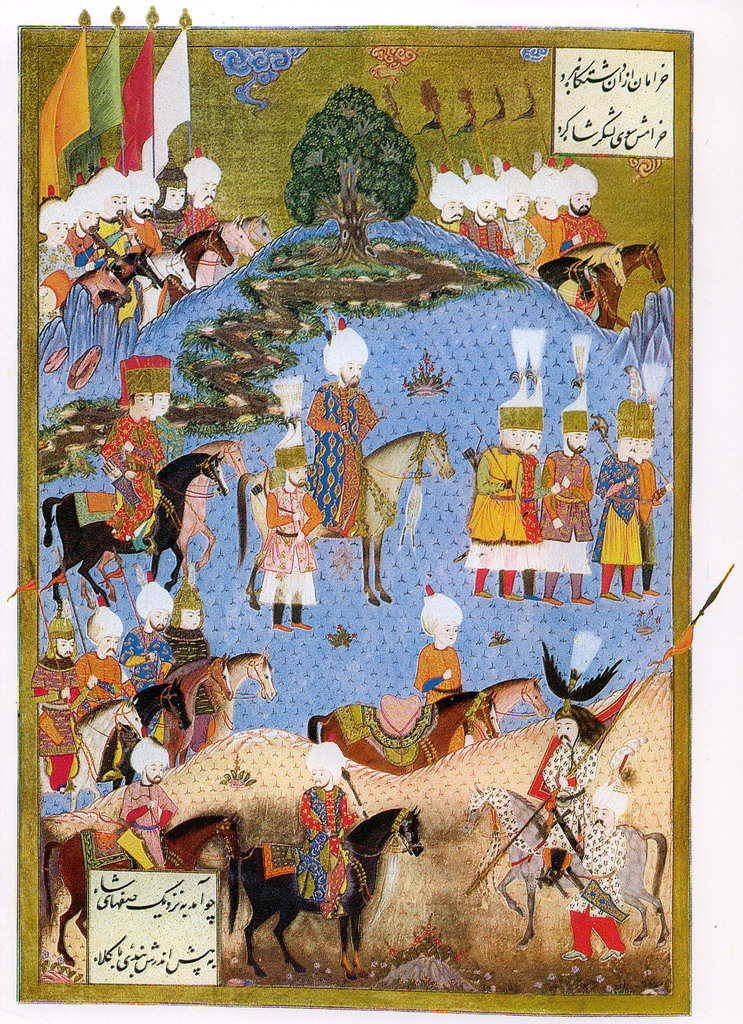
Сулейман Великолепный со своей армией входит в Нахичеван, лето 1554 года

Осенью 1603 года шах Аббас I в ходе войны с Османской империей занял Нахичеванский край, однако летом 1604 года османские войска предприняли контрнаступление, заставшее шаха Аббаса врасплох. Не надеясь удержать захваченные земли, шах Аббас решил осуществить тактику «выжженной земли» и вывел всё население Нахичевана и Эривани (как армянское, так и мусульманское) вглубь Персии. Аракел Даврижеци, современник «Великого сургуна»), писал: «…он превратил в необитаемую [пустыню] благоденствующую и плодородную Армению. Ибо при переселении он изгнал в Персию [жителей] не одного или двух, а многих гаваров, начиная с границ Нахичевана через Ехегадзор, вплоть до берегов Гегамских…». Всего из Нахичевана и Эривани было угнано в Персию 250—300 тысяч армян. В частности, лишилась своего населения Джульфа — крупный город, населённый преимущественно армянами и являвшийся центром армянской торговли (прежде всего шёлком) в регионе. Около 20 тысяч жителей Джульфы было переселено в Исфахан, где образовало армянский пригород, существующий до сих пор, — Новую Джульфу. При этом многие армянские ремесленники и беднота погибли при переселении, а богатые купцы превратились в приказчиков шаха. В числе переселённых было и тюркское племя кенгерли, которому было разрешено вернуться в Нахичеван при шахе Аббасе II — потомке шаха Аббаса I.
В середине XVIII в. после гибели Надир-шаха Гейдар-Кули хан из рода кенгерли провозгласил самостоятельное Нахичеванское ханство.

### В составе Российской империи
В начале XIX века регион стал ареной русско-персидских войн. В ходе русско-персидской войны (1826—1828) Нахичевань была занята войсками генерала Паскевича, и по подписанному в 1828 году Туркманчайскому договору Нахичеванское и Эриванское ханства были переданы «в совершенную собственность» России. Сразу же после заключения Туркманчайского договора из присоединённых к России Нахичеванского и Эриванского ханств была образована Армянская область, из которой в 1849 году с присоединением Александропольского уезда была образована Эриванская губерния.
За правителем Нахичеванского ханства Эхсан Ханом и его потомками в Российской империи закрепилась фамилия Нахичеванских. Из этого рода вышли многие известные военачальники, в том числе генералы Исмаил Хан, Келбали Хан, Гусейн Хан, Джамшид Хан Нахичеванские. Дочь Эхсан Хана — поэтесса Гончабейим.
Согласно условиям Туркманчайского мира, российским правительством было организовано массовое переселение в Армянскую область армян из Персии.
Перепись 1897 года зафиксировала в Нахичеванском уезде ок. 101 тыс. человек, из которых (по родному языку) азербайджанцы — 64,1 тыс. (63,7 %), армяне — 34,7 тыс. (34,4 %), русские — 0,9 %, курды — 0,6 %.

### Нахичеванский край в 1918—1920 годах
После поражения России в Первой мировой войне и образования независимых республик в Армении и Азербайджане, с 1918 года начинается армяно-азербайджанская война. Летом 1918 года Нахичевань была занята дивизией армянского генерала Андраника.

### Нахичеванская ССР
28 июля 1920 года в Нахичевань вступил 1-й Кавказский полк 11-й Красной Армии. Командир полка телеграфировал С. М. Кирову: «Население Нахичевани тепло приветствует Красную Армию и Советскую власть».
Был образован Нахичеванский революционный комитет (председатель М. Бакташев, члены: Г. Бабаев, А. Кадымов, Ф. Махмудбеков и другие), провозгласивший Нахичеванский край Советской Социалистической Республикой. Образована Нахичеванская Советская Социалистическая Республика.
На следующий день ревком предложил правительству Республики Армении начать мирные переговоры. Однако, 30 июля военный министр Армении потребовал «обеспечить безусловную покорность Нахичевани армянскому правительству…» Ультиматум был отклонён.
В начале августа армянские части развернули наступление на Нахичевань из района города Ордубад, но были отброшены советскими частями 28 сд. 10 августа председатель Нахичеванского ревкома Бакташев писал председателю СНК Азербайджанской ССР Нариману Нариманову, что население края признаёт Нахичевань неотъемлемой частью Азербайджанской ССР.
В тот же день РСФСР и Республика Армения подписали соглашение о мире, по которому войсками РСФСР занимаются спорные области: Карабах, Зангезур и Нахичевань. Согласно соглашению «занятие советскими войсками спорных территорий не предрешает вопрос о правах на эти территории Республики Армения или Азербайджанской Социалистической Советской Республики. Этим временным занятием РСФСР имеет в виду создать благоприятные условия для мирного разрешения территориальных споров между Арменией и Азербайджаном на тех основах, которые будут установлены мирным договором, имеющим быть заключённым между РСФСР и Республикой Армения в скорейшем будущем».
В ноябре армянские части вновь развернули военные действия, однако силы Армении были в значительной мере отвлечены начавшимся наступлением турецких частей на Армению. 29 ноября ревкомом Армении была провозглашена Социалистическая Советская Республика Армения. 30 ноября была составлена декларация Азревкома следующего содержания (по тексту опубликованному в Сборнике документов и материалов. Ереван, 1992, стр. 601):

Советский Азербайджан, идя навстречу борьбе братского армянского трудового народа против власти дашнаков, проливающих и проливавших невинную кровь наших лучших товарищей коммунистов в пределах Армении и Зангезура, объявляет, что отныне никакие территориальные вопросы не могут стать причиной взаимного кровопускания двух вековых соседних народов: армян и мусульман; территории Зангезурского и Нахичеванского уездов являются нераздельной частью Советской Армении, а трудовому крестьянству Нагорного Карабаха предоставляется полное право самоопределения.

1 декабря Нариманов озвучил декларацию на заседании Бакинского совета.
Вследствие продвижения турецких частей в ходе турецко-армянской войны в ночь со 2 на 3 декабря между дашнакской Арменией и правительством Великого Национального Собрания Турции в Александрополе был заключён мирный договор, по которому районы Нахичевани, Шарура и Шахтахты объявлялись временно находящимися под защитой Турции. Правительство РСФСР и ревком Армянской ССР не признали Александропольский договор, поскольку он был подписан уже после передачи власти правительством Республики Армении ревкому Армянской ССР и соответственно не был ратифицирован.
Однако согласно Одри Альштад договор между РСФСР и Демократической Республикой Армении, заключённый в декабре 1920 года, признавал претензии последней только на Зангезур, но не на Карабах или Нахичевань.
В январе 1921 года Сталин в разговоре с представителем Армении утверждал, что разговора о Нахичевани быть не может — она однозначно должна быть в составе Армении.
В феврале 1921 года множество армянских беженцев скопилось в Садараке. В начале 1921 года в городах и селениях Нахичеванского края путём опроса прошёл референдум, по результатам которого свыше 90 % населения высказались за то, чтобы Нахичевань вошла в состав Азербайджанской ССР на правах автономной республики. Данные, полученные в ходе референдума объясняются тем, что число армян в регионе значительно уменьшилось. Так, в результате истребления и бегства армян в ходе Первой мировой войны, вкупе с невозможностью вернуться обратно, доля армян сократилась с 41,2 % в 1832 году до менее 11 % в 1926 году. Многие армянские деревни даже не были осведомлены о переходе Нахичевани под контроль Азербайджана. В это же время на 1-й краевой партийной конференции был избран Нахичеванский обком КП Азербайджана.
16 марта правительства Советской России и Великого Национального Собрания Турции в Москве заключили договор о дружбе и братстве, по которому Нахичеванская область «образует автономную территорию под протекторатом Азербайджана, при условии, что Азербайджан не уступит сего протектората третьему государству». Согласно энциклопедии «Ираника» советско-турецким договором Нахичевань была отделена от Армении. По мнению Сергея Вострикова, Нахичевань являлась ядром исторических армянских земель, которые послужили разменной монетой в территориальном разделе и сближении между советской Россией и кемалистской Турцией. Согласно ему же, формальным поводом для передачи Нахичевани под протекторат Азербайджана послужило то, что вследствие геноцида армян и резни армян в Баку, Нахичеване и Шуше в 1918—1921 годах численность армянского населения здесь сократилась вдвое. В октябре того же года между правительством Великого Национального Собрания Турции, Советской Россией, Арменией и Азербайджаном был подписан Карсский договор. Согласно ст. 5 данного договора: «Правительство Турции и Правительство Советской Армении и Азербайджана соглашаются, что Нахичеванская область в границах, определённых в приложении 3 настоящего договора, образует автономную территорию под покровительством Азербайджана». Согласно договору, протекторат над Нахичеваном не мог передаваться третьей стороне (то есть Армении) без согласия Турции.
Как отмечают иранские историки, в Московском и Карском договорах Советский Союз не имел права передавать Турции полосу земли между Верхним Кара-Су и рекой Аракс. По их мнению, узкий коридор, соединяющий Турцию с Нахичеваном, принадлежал Ирану. На картах XVIII века этот коридор являлся частью провинции Маку, а не часть района Сурмалу в Ереванской провинции. Позже Иран попытался вернуть полосу во время переговоров об окончательной границе с Турцией. Включив в свой состав Сурмалу и будучи уверенной, что Шарур останется частью Нахичевана, Турция, таким образом, получила полосу, которая связала её с Шаруром в контролируемом азербайджанцами Нахичеване. Таким образом турецкие дипломаты обеспечили изоляцию Армении и получили доступ к Нахичевану. Кроме того Турция возлагала большие надежды на то, что регион Зангезур также станет частью Азербайджана, в результате чего это предоставит им открытый маршрут в Баку. Однако после восстания и крупных протестов со стороны армян Москвы Зангезур вошёл в состав советской Армении.
В январе 1922 года состоялся 1-й съезд Советов Нахичеванской ССР.
Декретами Нахревкома в течение 1920 года все ханские, бекские и вакуфные земли были конфискованы и безвозмездно переданы крестьянам. Леса, воды и недра земли были национализированы и переданы в государственную собственность. В результате национализации земли стали появляться сельхозартели, коммуны и совхозы. Для установления советской власти на селе были созданы «комитеты бедноты» (комбеды, преобразованные затем в сельсоветы). Пересматривались школьные программы и национальная идеология. Началось «революционное перевоспитание» местных кадров и населения.
Декретом Нахревкома от 9 ноября 1921 года в Нахичевани начинается выпуск местной газеты «Шарг гапысы» («Врата Востока»).
25 января 1922 года в городе Нахичевань созывается первый Всенахичеванский съезд Советов.

### Нахичеванская АССР

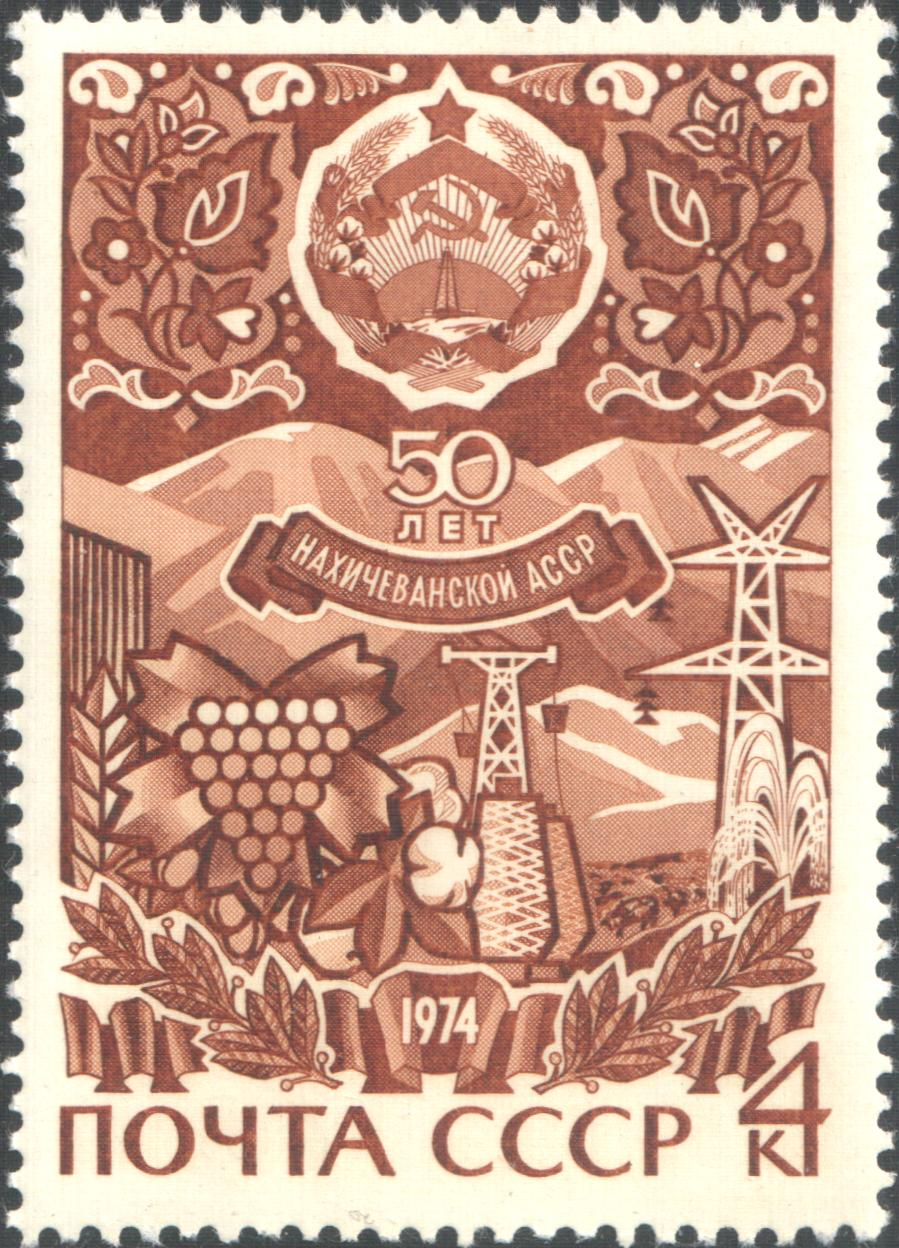
Почтовая марка СССР, выпущенная к 50-летию Нахичеванской АССР

В феврале 1923 года на основе решения 3-го Всенахичеванского съезда Советов в составе Азербайджанской ССР был создан Нахичеванский автономный край, преобразованный 9 февраля 1924 года в Нахичеванскую АССР. Нахичеванская АССР была единственным автономным образованием на территории СССР, которая была создана не на этноконфессиальной основе. По переписи 1926 года в Нахичеванской АССР проживало 104656 советских граждан, из которых азербайджанцы — 88 433, армяне — 11 276, курды — 2649, русские — 1837 человек.
Вследствие политики вытеснения армянского населения из края, которая велась ещё со сталинской эпохи, к 1988 году всё армянское население было изгнано из автономной республики.
В республике были созданы горнорудная, пищевая, лёгкая и др. промышленность, многоотраслевое колхозное сельское хозяйство. Были созданы высшие учебные заведения, научные и научно-исследовательские учреждения, библиотеки, клубы и др. В республике значительного развития достигли литература и искусство.
В годы Великой Отечественной войны 1941—1945 жители республики принимали в ней участие. Три человека были удостоены звания Героя Советского Союза, тысячи награждены орденами и медалями за боевые и трудовые подвиги.
В 1967 году за успехи в развитии народного хозяйства и в культурном строительстве Нахичеванская АССР была награждена орденом Ленина, а 29 декабря 1972 года в ознаменование 50-летия Союза ССР — орденом Дружбы народов. К 1974 году в республике был 21 Герой Социалистического Труда.

### Нахичеванская Автономная Республика
19 января 1990 года чрезвычайная сессия Верховного Совета Нахичеванской АССР приняла постановление о выходе Нахичеванской АССР из Союза ССР и объявлении независимости. 17 ноября того же года Верховный Совет Нахичеванской АССР изменил наименование «Нахичеванская АССР» на «Нахичеванская Автономная Республика».
Конституция Нахичеванской Автономной Республики в статье 1 гласит:

I. Нахчыванское автономное государство демократическая, правовая, светская автономная республика в составе Азербайджанской Республики.

II. Статус Нахчыванской Автономной Республики определяют Конституция Азербайджанской Республики, Московский 16 марта 1921 года и Карсский 13 октября 1921 года международные договоры.

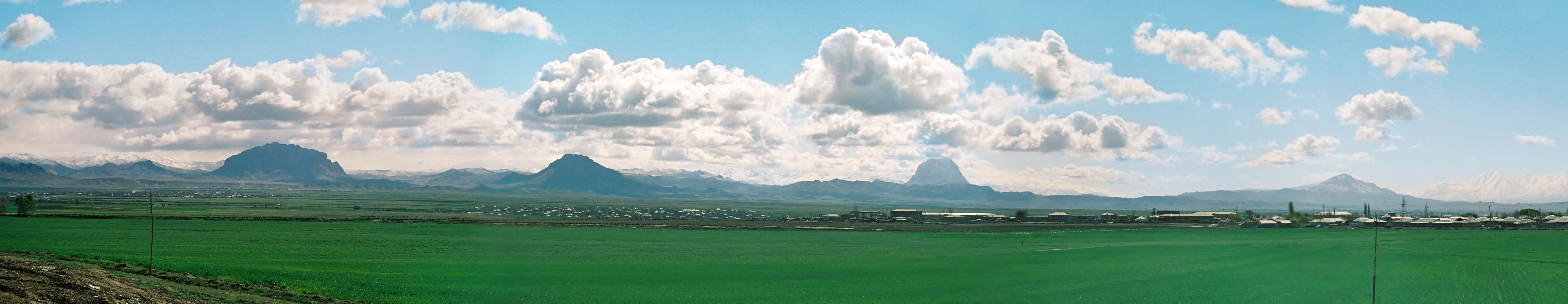
Панорамный вид Нахичевани

В период Карабахского конфликта Нахичевань лишилась сухопутной связи с Турцией, проходившей через Армению. Началась блокада Нахичевани. В результате образовался дефицит газа, электроэнергии. Было прекращено движение поездов.
29 октября 1991 года был открыт временный мост между Азербайджаном и Турцией. 28 мая 1992 был открыт мост Умид, который частично прекратил блокаду.
В марте 2025 года был введён в эксплуатацию газопровод Ыгдыр — Нахчыван с поставками газа из Турции, что снизило зависимость от поставок этих энергоносителей из Ирана.

## Государственное устройство
Основной закон республики — Конституция Нахичеванской Автономной Республики. Нахичеванская Автономная Республика, согласно действующей конституции, есть демократическая, правовая, светская автономная республика в составе Азербайджанской Республики.

### Законодательная власть
Законодательную власть осуществляет Верховный меджлис. Высшим должностным лицом республики является председатель Верховного меджлиса.
Верховный меджлис состоит из 45 депутатов. Депутаты избираются на основе мажоритарной избирательной системы на прямых выборах. Выборы проводятся через каждые пять лет в первое воскресенье ноября. Срок полномочий каждого созыва — 5 лет.
Выборы проводились 12 ноября 1995 (I созыв), 5 ноября 2000 (II созыв), 6 ноября 2005 (III созыв), 7 ноября 2010 (IV созыв), 1 ноября 2015 (V созыв).
В декабре 2019 года были назначены досрочные выборы VII созыва, состоявшиеся 9 февраля 2020 года.
1 сентября 2024 года пройдут выборы парламента VI созыва.

### Исполнительная власть
Исполнительную власть осуществляет Кабинет министров, возглавляемый премьер-министром. Премьер-министр назначается Верховным меджлисом. С 25 апреля 2024 года должность занимает Джейхун Джалилов.

### Судебная власть
Судебную власть осуществляют суды Нахичеванской Автономной Республики. Высший судебный орган — Верховный суд Нахичеванской автономной республики
Органы государственной власти размещаются в Нахичеване, большей частью на проспекте Гейдара Алиева.
За 2023 год и 11 месяцев 2024 года административными судами рассмотрено 1 308 дел. 683 дела прекращены в связи с возмещением требований ответчиком. 258 дел отозвано истцами.

### Прокуратура
Действует Прокуратура НАР. Прокурором является Санан Пашаев (с 22 мая 2023).

### Полномочное представительство
22 декабря 2022 года учреждено Полномочное представительство Президента Азербайджана в Нахчыванской Автономной Республике.
Полномочным представителем назначен Фуад Наджафли.

## Административно-территориальное деление
| 1. Бабекский 2. Джульфинский 3. Кенгерлинский 4. г. Нахичевань | 5. Ордубадский 6. Садаракский 7. Шахбузский 8. Шарурский |

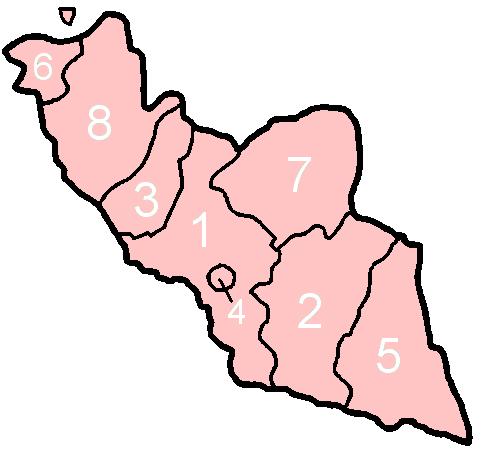

Столица — город Нахичевань. В состав НАР входят г. Нахичевань и семь районов:
1. Бабекский район
2. Джульфинский район
3. Кенгерлинский район
4. Ордубадский район
5. Садаракский район
6. Шахбузский район
7. Шарурский район

## Население

### Период Российской империи
По данным Энциклопедического словаря Брокгауза и Ефрона (1890−1907) национальный состав Нахичеванского уезда Российской империи к началу XX века был следующим: азербайджанцы — 56,95 %; армяне — 42,21 %; курды, русские и другие народы — 0,84 %.
По данным переписи населения 1897 года, состав 100 771 жителей Нахичеванского уезда по родному языку выглядел так: азербайджанцы — 64 151 человек или 63,7 %, армяне — 34 672 человек или 34,4 %, русские — 1014 человек или 1,0 % (в том числе великорусы — 858 человек, малорусы — 152 человека, белорусы — 4 человека); курды — 639 человек; поляки — 154 человека; грузины — 42 человека.
По данным «Кавказского календаря» на 1915 год, к началу 1914 году в уезде проживало 136 174 человек, из них: мусульман-шиитов — 80 826, армян — 53 684, русских — 842 и др.

### Период Азербайджанской ССР
Динамика численности и этнического состава населения Нахичеванской АССР по данным Всесоюзных переписей 1926—1989 годов и Нахичеванской АР по переписям 1999 и 2009 гг.
| Национальность | 1926 чел. | %      | 1939 чел. | %      | 1959 чел. | %      | 1970 чел. | %      | 1979 чел. | %      | 1989 чел. | %      | 1999 чел. | %      | 2009 чел. | %      |
| -------------- | --------- | ------ | --------- | ------ | --------- | ------ | --------- | ------ | --------- | ------ | --------- | ------ | --------- | ------ | --------- | ------ |
| Всего          | 104656    | 100,00 | 126696    | 100,00 | 141361    | 100,00 | 202187    | 100,00 | 240459    | 100,00 | 293875    | 100,00 | 354072    | 100,00 | 398323    | 100,00 |
| азербайджанцы  | 88433     | 84,50  | 108529    | 85,66  | 127508    | 90,20  | 189679    | 93,81  | 229968    | 95,64  | 281807    | 95,89  | 350806    | 99,08  | 396709    | 99,59  |
| армяне         | 11276     | 10,77  | 13350     | 10,54  | 9519      | 6,7    | 5828      | 2,88   | 3406      | 1,42   | 1906      | 0,65   | 17        | 0,00   | 6         | 0,00   |
| курды          | 2649      | 2,53   | 1509      | 1,19   | 303       | 0,21   | 1087      | 0,54   | 1696      | 0,71   | 3127      | 1,06   | 2282      | 0,64   | 1321      | 0,33   |
| русские        | 1837      | 1,76   | 2549      | 2,01   | 3161      | 2,24   | 3919      | 1,94   | 3807      | 1,58   | 3782      | 1,29   | 517       | 0,15   | 101       | 0,03   |
| украинцы       | 92        | 0,09   | 360       | 0,28   | 438       | 0,31   | 997       | 0,49   | 942       | 0,39   | 1858      | 0,63   | 140       | 0,04   | 22        | 0,01   |
| турки          | 16        | 0,02   | 4         | 0,00   |           |        |           |        | 1         | 0,00   | 16        | 0,01   | 215       | 0,06   | 104       | 0,03   |
| татары         | 17        | 0,02   | 52        | 0,04   | 88        | 0,06   | 102       | 0,05   | 90        | 0,04   | 104       | 0,04   | 51        | 0,01   | 11        | 0,00   |
| белорусы       | 7         | 0,01   | 33        | 0,03   | 63        | 0,04   | 108       | 0,05   | 94        | 0,04   | 450       | 0,15   |           |        |           |        |
| другие         | 329       | 0,31   | 310       | 0,24   | 281       | 0,20   | 467       | 0,23   | 455       | 0,19   | 825       | 0,28   | 44        | 0,01   | 49        | 0,01   |

### Современный период
| Год  | Численность населения (тыс. чел.) |
| ---- | --------------------------------- |
| 2015 | 444,4                             |
| 2017 | 452,8                             |
| 2018 | 456,1                             |
| 2019 | 459,8                             |
| 2020 | 461,7                             |
| 2021 | 463,1                             |
| 2022 | 462,9                             |
| 2023 | 465,7                             |
| 2024 | 468,6                             |

По данным переписи Азербайджана 1999 года в Нахичеванской Автономной Республике проживало 354 072 человека.
По переписи 2009 года численность населения составила 398 323 человека, из которых 99,6 % составляли азербайджанцы, 0,3 % — курды.
На январь 2015 года численность населения составила 439 800 чел.
На 1 января 2022 года численность населения составила 462 960 чел. Из них 163 970 городского населения, 298 990 чел. сельского.
На 1 января 2023 года численность населения составила 465 731 чел. Из них 165 019 чел. — городское население (35,43 %), 300 712 — сельское (64,57 %). Плотность населения — 85 чел. на 1 км2.
На 1 января 2024 год численность населения достигла 468 566 человек. Из них 233 961 мужчин (49,9 %), 234 605 женщин (50,1 %). 166 183 человека городского населения (35,47 %), 302 383 человек — сельского (64,53 %).

## Экономика
Экономика Нахичеванской АР основана на сельском хозяйстве, горнодобывающей промышленности и пищевой промышленности. Однако, 75 % бюджета республики обеспечивается правительством Азербайджана.
Основными отраслями промышленности Нахичевани являются переработка полезных ископаемых, добыча соли, радиотехника, фермерское производство, консервирование, производство продукции из шёлка, мясо-молочной продукции, розлив минеральных вод, производство одежды и мебели. Осуществляется добыча молибдена и свинца. Действует Нахичеванский автомобильный завод.
Экономике был нанесён серьёзный вред в 1988 году из-за потери доступа к сырью и рынкам из-за войны в Нагорном Карабахе. Хотя появляются новые рынки сбыта в Иране и Турции, эта изоляция сохраняется и по сей день, нанося ущерб развитию.
Республика богата полезными ископаемыми. Нахичевань обладает залежами мрамора, известняка и гипса. Месторождения каменной соли в Нехраме, Нахичевани и Сустине истощены. Важные молибденовые рудники в настоящее время закрыты из-за изоляции эксклава.
Несмотря на то, что правительство объявило о намерениях содействовать туризму, он в лучшем случае все ещё зарождается. До 1997 года туристам требовалось специальное разрешение на посещение, которое  отменено, что облегчает поездки.
Действует 109 промышленных предприятий. Из них 35 строительных компаний.

### Сельское хозяйство
Сельское хозяйство на засушливых землях, развитое в период СССР, позволило региону расширить производство пшеницы (в основном выращиваемой на равнинах реки Аракс), ячменя, хлопка, плодовых деревьев, шелковицы. Другие отрасли включают производство хлопка, очистку шёлка, консервирование фруктов, мясоконсервное дело, в более засушливых регионах — разведение овец.
Около 90 % сельскохозяйственных угодий находится в частной собственности. Однако, капитализация сельского хозяйства упала. Резко снизилось производство, крупномасштабное коммерческое сельское хозяйство сократилось.
Более 2/3 территории составляют скалистые склоны и пустыни, поэтому площадь пахотных земель довольно ограничена. Основные культуры возделываются на равнине, недалеко от Шарура и города Нахичевань. 3/4 производства зерна, особенно озимой пшеницы, сосредоточено на орошаемых землях равнины Шарур в бассейне реки Нахчыванчай.
Виноградарство в Нахичеване имеет древнюю традицию. Развито в долине Аракса и предгорьях. Очень жаркое лето и длинная теплая осень позволяют выращивать такие высокосахаристые сорта винограда, как баяншира, тебризи, шираз. Такие вина, как «Nakhchivan», «Shahbuz», «Abrakunis» и «Aznaburk» имеют приемлемое качество и пользуются большой популярностью.
Выращивается айва, груша, персик, абрикосы, инжир, миндаль, гранат.
Осуществляется разведение крупного рогатого скота. Из-за сухого климата пастбища в Нахичевани являются непродуктивными. Поэтому, над другими видами животноводства преобладает овцеводство. Зимние пастбища простираются на равнине, в предгорьях и на склонах гор до высоты 1200 метров (3900 футов). Летние пастбища поднимаются в высокогорных районах на высоты 2300-3200 метров (7500-10 500 футов).
Самая распространенная порода овец — «балбас». Эти овцы отличаются своей продуктивностью и белоснежной шелковистой шерстью, которая широко используется при ковроткачестве.
Крупный и мелкий рогатый скот разводят повсюду, особенно в окрестностях Шарура и города Нахичевань. Также здесь разводят буйволов.
| Год            | 2015   | 2018   | 2019   | 2020   | 2021   | 2022   |
| -------------- | ------ | ------ | ------ | ------ | ------ | ------ |
| Зерно          | 39 435 | 35 797 | 36 461 | 39 374 | 35 847 | 35 792 |
| Из них пшеница | 26 746 | 22 632 | 24 729 | 26 293 | 20 930 | 21 378 |
| Картофель      | 2 967  | 3 215  | 3 228  | 3 241  | 3 470  | 3 481  |
| Овощи          | 6 131  | 6 183  | 6 245  | 5 449  | 6 203  | 6 215  |
| Бахчевые       | 2 753  | 2 776  | 2 778  | 2 266  | 2 479  | 2 489  |
| Сады           | 4 654  | 5 000  | 5 157  | 5 334  | 5 457  | 5 503  |
| Подсолнечник   | 269    | 287    | 290    | 158    | 169    | 190    |

|                | 2015    | 2018    | 2019    | 2020    | 2021    | 2022    |
| -------------- | ------- | ------- | ------- | ------- | ------- | ------- |
| Зерно          | 117 352 | 114 936 | 118 146 | 132 769 | 126 405 | 123 016 |
| Из них пшеница | 79 140  | 68 714  | 77 261  | 83 824  | 67 474  | 69 945  |
| Картофель      | 45 043  | 49 574  | 50 092  | 50 668  | 54 689  | 54 998  |
| Овощи          | 82 016  | 85 642  | 86 745  | 76 703  | 87 728  | 88 034  |
| Бахчевые       | 38 003  | 38 714  | 38 851  | 31 798  | 35 142  | 35 336  |
| Сады           | 51 111  | 55 949  | 52 022  | 52 518  | 53 114  | 53 731  |
| Подсолнечник   | 690     | 761     | 772     | 367     | 394     | 422     |

## Здравоохранение
На 2022 год действовало 27 больниц на 1686 коек, 112 поликлиник. Число врачей составляло 788 человек, число среднего медицинского персонала — 2 375 чел.

## Инфраструктура
Общая площадь жилого фонда на 2021 год составляла 14 361,9 тыс. км2.
Действует 213 школ, 202 библиотеки на 1 млн 728 700 книг, 31 музей, 49 парков.
В 2007 году был построен мост Полдашт — Шахтахты, который соединяет Полдашт, провинцию Западного Азербайджана в Иране и Шахтахты в Нахичевани, что позволило жителям республики перемещаться из Азербайджана в Иран и обратно без необходимости пересекать территорию Армении.
9 ноября 2020 года главы Азербайджана, Армении и России подписали трёхстороннее заявление о прекращении огня в Нагорном Карабахе. Согласно 9-му пункту заявления, «Республика Армения гарантирует безопасность транспортного сообщения между западными районами Азербайджанской Республики и Нахичеванской Автономной Республикой с целью организации беспрепятственного движения граждан, транспортных средств и грузов в обоих направлениях». В качестве такого транспортного сообщения рассматривается транспортный коридор вдоль южной границы Армении с Ираном. Согласно подсчётам Центра анализа экономических реформ и коммуникаций Азербайджана, продвигаемый Азербайджаном проект так называемого «Зангезурский коридор» через Сюникскую область Армении увеличить экспорт на $710 млн. Азербайджан также сэкономит $10 млн, которые каждый год тратятся на субсидирование авиарейсов Баку — Нахичевань. Азербайджанские эксперты указывают на энергетическую и экономическую выгоду данной инициативы Азербайджана для всей республики вообще и автономии в частности.
5 марта 2025 года введён в эксплуатацию газопровод Ыгдыр — Нахичевань.
| Год             | 2015     | 2018     | 2019     | 2020     | 2021     | 2022     |
| --------------- | -------- | -------- | -------- | -------- | -------- | -------- |
| Количество (м2) | 12 035,2 | 13 184,1 | 13 578,9 | 13 977,7 | 14 361,9 | 14 732,3 |

| Год             | 2015    | 2018    | 2019    | 2020    | 2021    | 2022    |
| --------------- | ------- | ------- | ------- | ------- | ------- | ------- |
| Количество (м2) | 380 121 | 381 972 | 395 253 | 392 982 | 390 643 | 376 087 |

## Транспорт
Действует Министерство цифрового развития и транспорта НАР. 29 августа 2024 года при министерстве создано Агентство автомобильного транспорта НАР.
Планируется соединение Нахичевани с основной частью Азербайджана через Иран посредством железных дорог.

## СМИ
На декабрь 2021 года в Нахичевани действовало 8 городских и районных газет, 3 местных телеканала, 3 местных радио, десятки информационных интернет-сайтов.
Одним из старейших СМИ является газета «Шарг гапысы», издание которой началось 9 ноября 1921 года, и которая выходит до сих пор.

## Культурные памятники

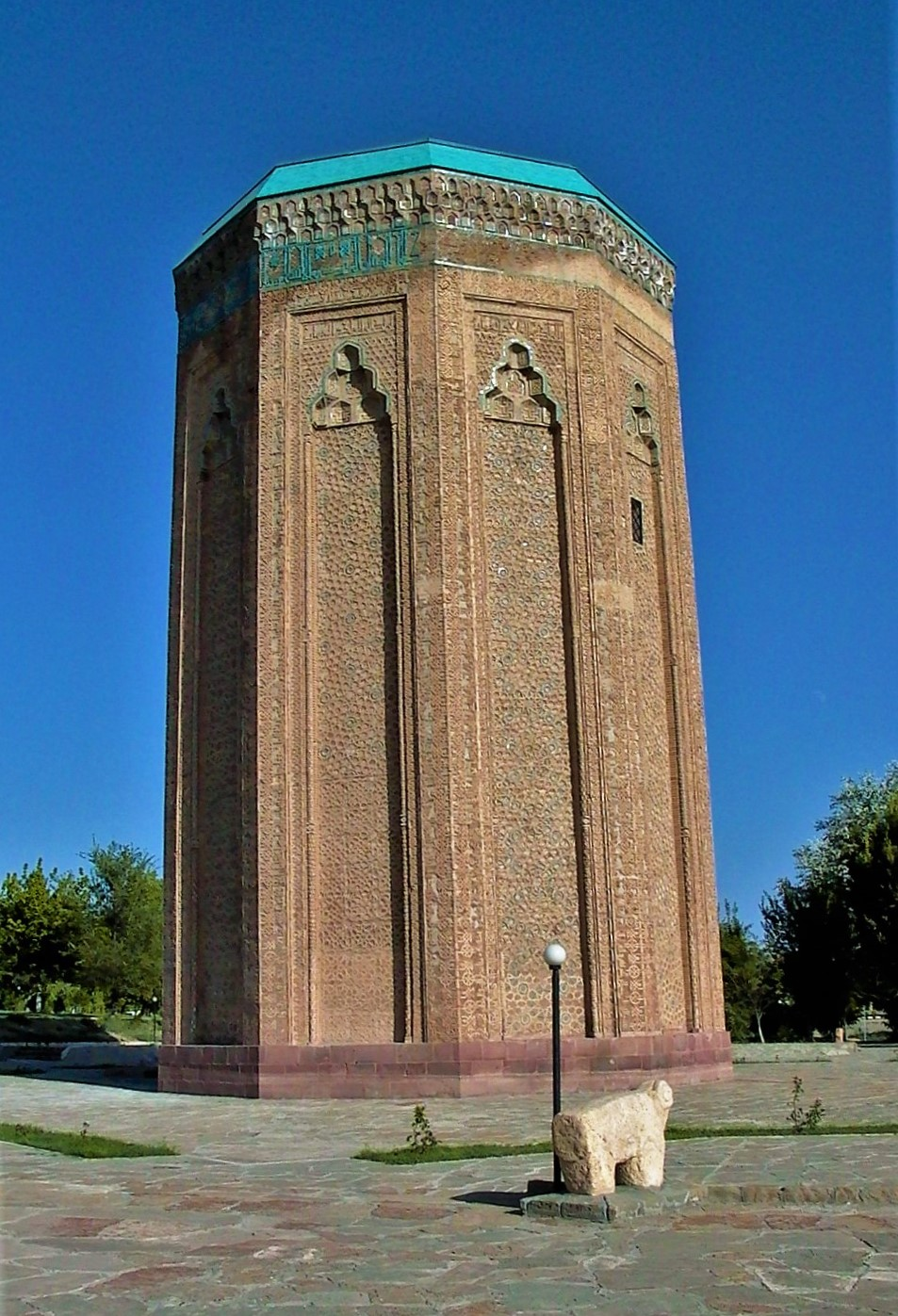
Мавзолей Момине Хатун

В XII веке сложилась Нахичеванская архитектурная школа, выдающимся представителем и основателем которой считается Аджеми ибн Абу Бекр (Аджеми Нахчивани). Самым ранним его произведением является мавзолей Юсуфа ибн Кусейра (1161 г.) — восьмигранное, сложенное из обожженного кирпича сооружение, перекрытое пирамидальным шатром. Уже в этом произведении Аджеми достиг большой художественной выразительности предельной простотой и строгостью форм.
Самым большим и наиболее известным среди мавзолеев Нахичевани является Мавзолей Момине хатун (1186 г.), также построенный по проекту Аджеми Нахчивани.
Это усыпальница Момине хатун — жены атабека Джахан Пехлевана. Мавзолей сложен из обожженного кирпича, имеет десять граней, которые покрыты слегка рельефным узором, выполненным в той же технике, что и мавзолей Юсуфа ибн Кусейра. Высота его без шатра достигает 25 м.
Мавзолей декорирован сложным геометрическим орнаментом и письменами из Корана. Поверхность каждой грани полностью покрыта резными украшениями, которые представляют собой куфические арабские письмена, стилизованные под геометрический орнамент. Мавзолей Момине хатун является шедевром средневековой архитектуры.
Мавзолей Момине хатун воздвигнут в возвышенной части города. «Его силуэт прекрасно вписан в окружающий горный пейзаж. Тонко найденные пропорции, ритм архитектурных форм воспринимаются ещё издали. Вблизи поражают богатство деталей и их изумительно гармоничная связь с монументальным целым. Не без основания создатель этого прекрасного памятника поместил на фризе надпись: „Мы уходим, мир останется. Мы умрем, этот остается памятью…“»

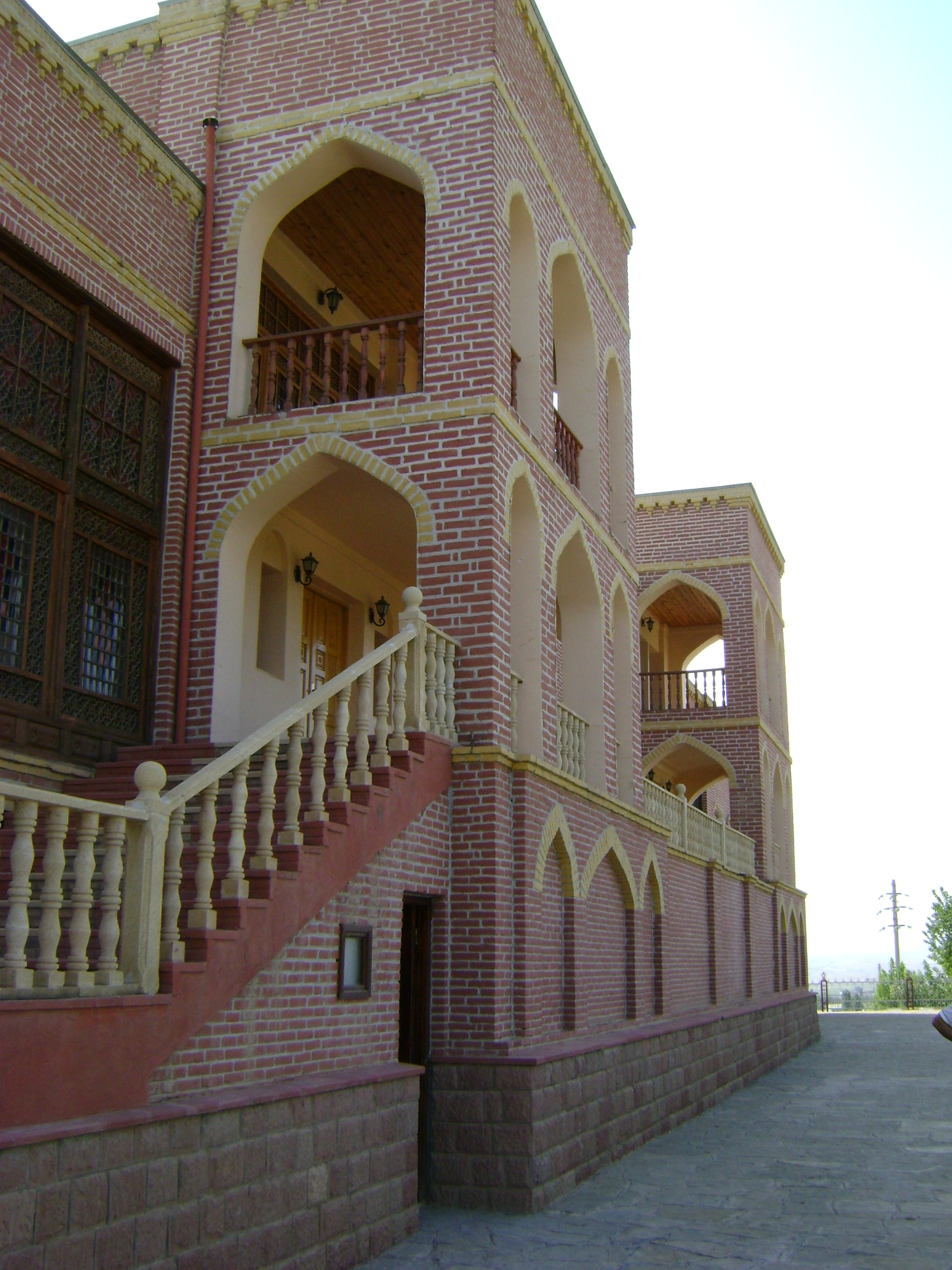
Ханский дворец, XIX век

В городе Нахичевани находится памятник XIX века — Ханский дворец. Сохранились также комплекс мечетей и мавзолеев XVIII века, мечеть XIX века.
Рядом с городом Джульфа находится одна из самых мощных крепостей того времени Алинджа-гала (XI—XIII в. в.), расположенная на берегах рек Аракс и Алинджа. Многочисленные оборонительные, жилые и дворцовые сооружения находятся на самой вершине скалистой горы, с отвесными склонами. Дождевая вода в крепости собиралась с помощью разветвленной сети каналов и цистерн.
Недалеко от Джульфы находятся развалины большого караван-сарая, построенного, по-видимому, нахичеванским правителем Хаким Зия ад-Дином в начале XIV века, построившего также близлежащий мост через реку Аракс.
Мавзолей Гюлистан (XII—XIII в.) — «Райский сад», находится недалеко от села Джуга Джульфинского района, в лесной лощине, построен из красного песчаника. Квадратный постамент мавзолея через клиновидные плоскости переходит в 12-гранник, который был увенчан (не сохранился) пирамидальным шатром.
Вблизи селения Дер сохранились руины трех небольших мавзолеев, сооруженных из булыжного камня и кирпича.
В селении Карабаглар (Шарурский район) находятся сооружения знаменитого мавзолея, датируемого XIV веком. Сохранившиеся до настоящего времени минареты, соединенные с мавзолеем, а также руины небольших мавзолеев и укреплений с башнями, позволяют говорить о том, что на этом месте находилось крупное городское поселение с 70 мечетями, из них 40 с минаретами. Сооружения построены в основном при правлении ильхана государства Хулагуидов Абу Саида Бахадур хана (1319—1335 гг.) и ранее.
В городе Ордубаде сохранились архитектурные памятники XVII—XVIII веков — Джума-мечеть, здание медресе, Дилбер-мечеть.
В советское время столица республики была реконструирована, в городе были построены новые жилые районы, административные и общественные здания, в том числе Музыкально-драматического театра (1964, архитекторы Э. Исмаилов, Г. Меджидов), Нахичеванского обкома КП Азербайджана (1965, архитектор Ю. Ибрагимов). В 1970-80-е гг. Нахичевань стал застраиваться по генеральному плану 1968 года (архитекторы У. Ибрагимова, Н. Мамедбейли).

### Армянское архитектурное наследие

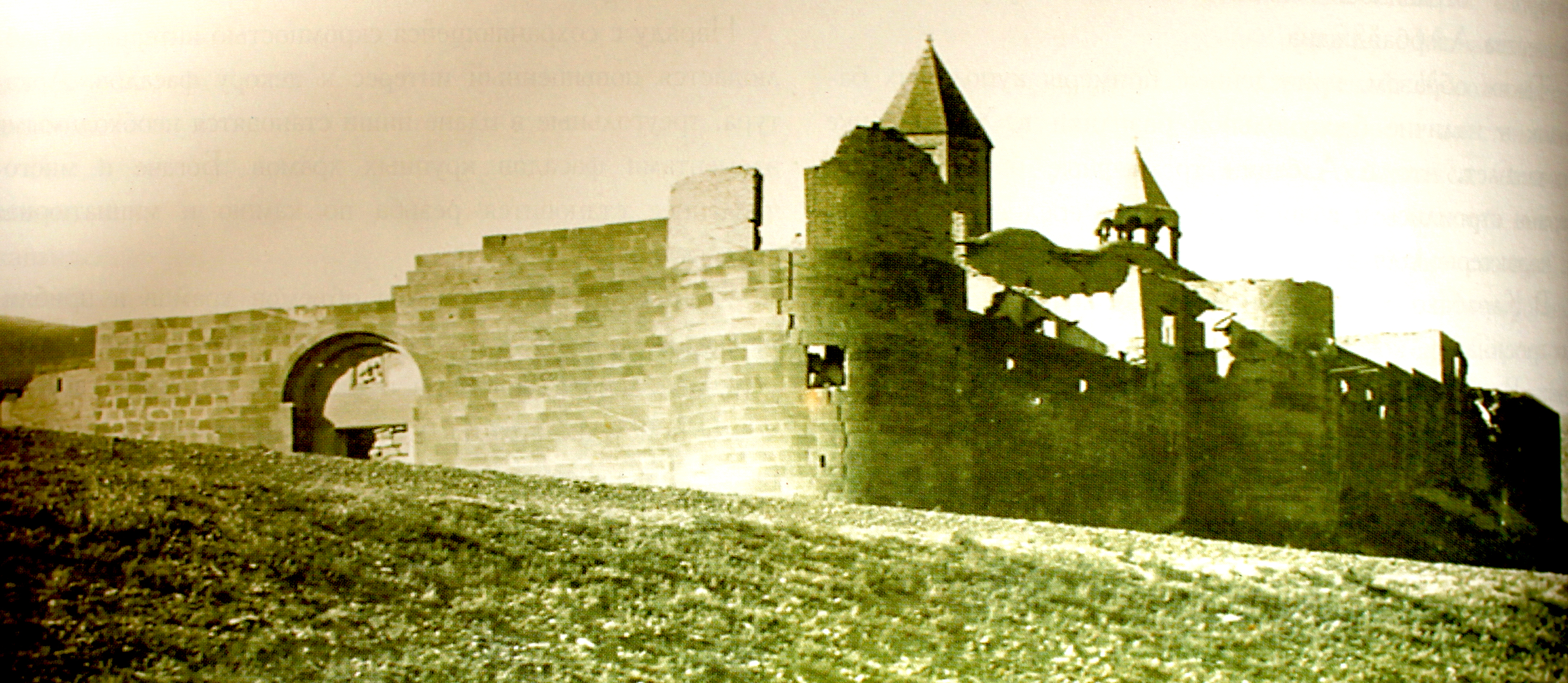
Монастырь VII века Кармир-ванк

Армяне оставили в Нахичевани богатое архитектурное наследие, которое, однако, азербайджанские власти полностью игнорировали, а впоследствии объявили «албанским» или подвергли разрушению (см. Фальсификация истории в Азербайджане). По данным армянских исследователей, из древнейших памятников нахичеванской области, сохранившихся до XX века, выделяются монастырь Аствацацин (Богородицы) в Агулисе (древний центр провинции Гохтан), храм которого считается крупнейшим армянским культурным памятником района, и там же — монастыри Св. Фомы и Св. Христофера, основанные в IV веке, храмы Св. Минаса, Св Шмавона, Св. Ованеса, Св. Акопа-Айрапета, Сурб Ерордутюн (Св. Троицы), Амараин и др, сооруженные позже (всего в Агулисе было 12 монастырей и церквей); монастырь Сурб Ншан (Св. Знамения, основан в V в.) со скрипторием, две рукописи из которого хранятся в ереванском Матенадаране, монастырь Св. Товмы в селе Вананд, основанный в 450 году, монастырь Сурб Геворг (Св. Георгия) в Ернджаке (основан предположительно в V веке, первое упоминание в 841 году), монастырь Сурб Карапет (Иоанна Крестителя) в Арбакунисе (основан в 381 году), чьи постройки были оформлены интересной резьбой, монастырь Сурб Аствацацин (Пресвятой Богородицы) в Норашене, основанный в 952 году, крепость, церковь Тарманчац Ванк и кладбище с хачкарами XIV—XVIII века в селе Норакерт. Как отмечает В. А. Шнирельман, интересным памятником является также монастырь Св. Степаноса VII в., известный как «Красный монастырь» — Кармир Ванк (ныне именуемый Кызыл Ванк) под Нахичеванью, в городе Астапате (армянское название). Он считается «значительным памятником армянской средневековой архитектуры». Нахичеванская церковь Сурб Еррордутюн — св. Троицы — где, по преданию, в 705 г. была сожжена армянская знать, сохранялась до 1975 г., когда была снесена. В середине XVII века здесь отмечается возрождение армянского архитектурного строительства.
Известны армянские средневековые рукописи, созданные в Нахичевани, среди которых Четвероевангелие 1304 года.

### Разрушение армянского кладбища в Джульфе
Согласно ИКОМОСу в 1998 году азербайджанским правительством было удалено 800 хачкаров, но разрушение было приостановлено из-за протестов ЮНЕСКО. В 2002 г. разрушение кладбища возобновилось, к 2006 году от кладбища не осталось следа. Хачкары были разрушены, а ландшафт выровнен. Весной 2006 года азербайджанский журналист из Института войны и мира Идрак Аббасов попытался исследовать это кладбище, однако местные власти запретили ему посещать этот объект. Тем не менее он сумел хорошо рассмотреть территорию кладбища и подтвердил, что оно полностью исчезло. 30 мая 2006 года Азербайджан запретил комиссии Европейского парламента осмотреть бывшее кладбище. В 2010 году сообщения очевидцев о разрушении кладбища были подтверждены Американской ассоциацией содействия развитию науки на основе анализа спутниковых снимков региона. Данные, опубликованные в журнале искусств Hyperallergic в 2019 году, показали, что армянские хачкары были тайно и систематически уничтожены в рамках предполагаемой кампании Азербайджана по уничтожению следов местной армянской культуры в Нахичевани.

## Галерея

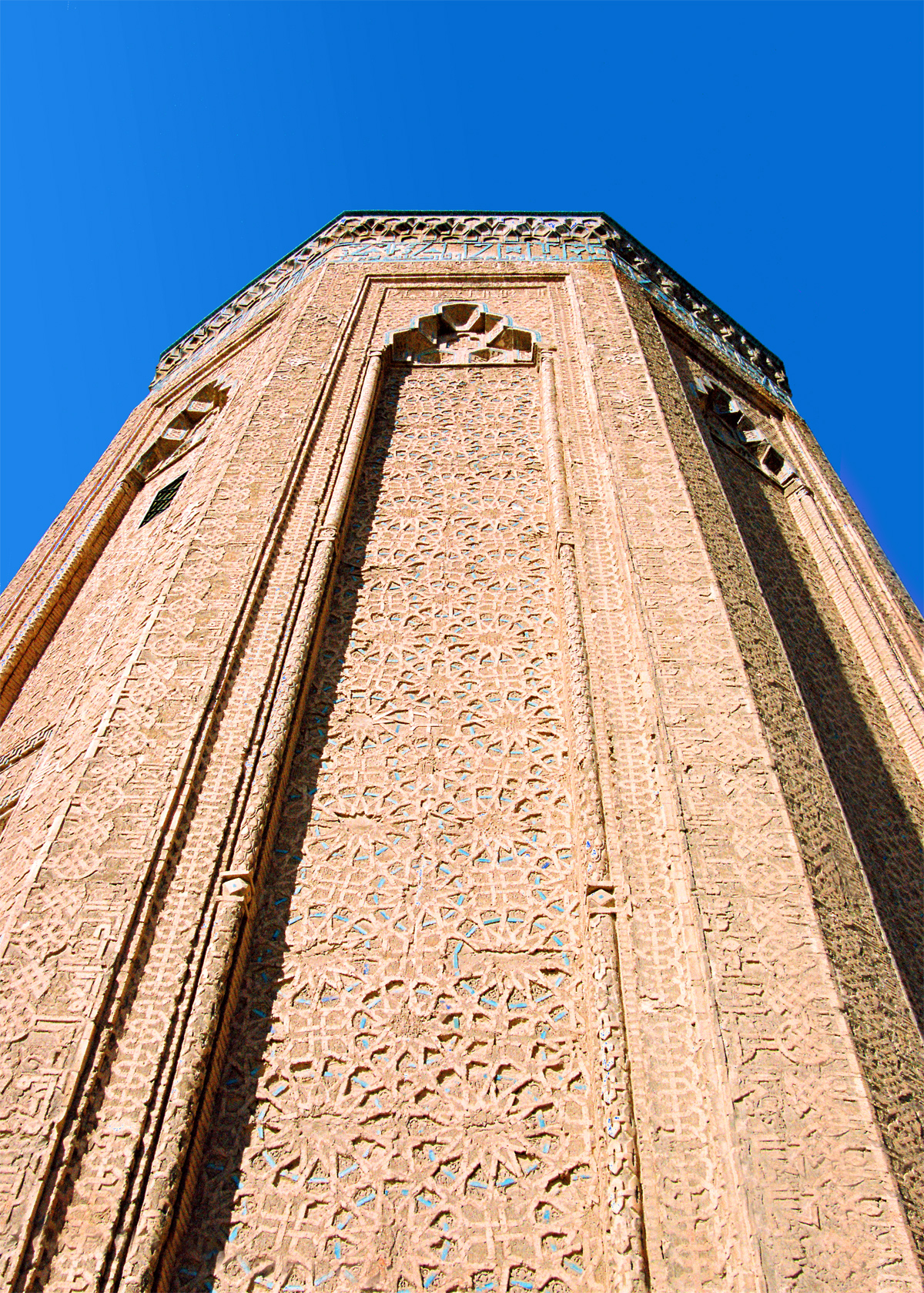
Мавзолей Момине хатун в городе Нахичевань
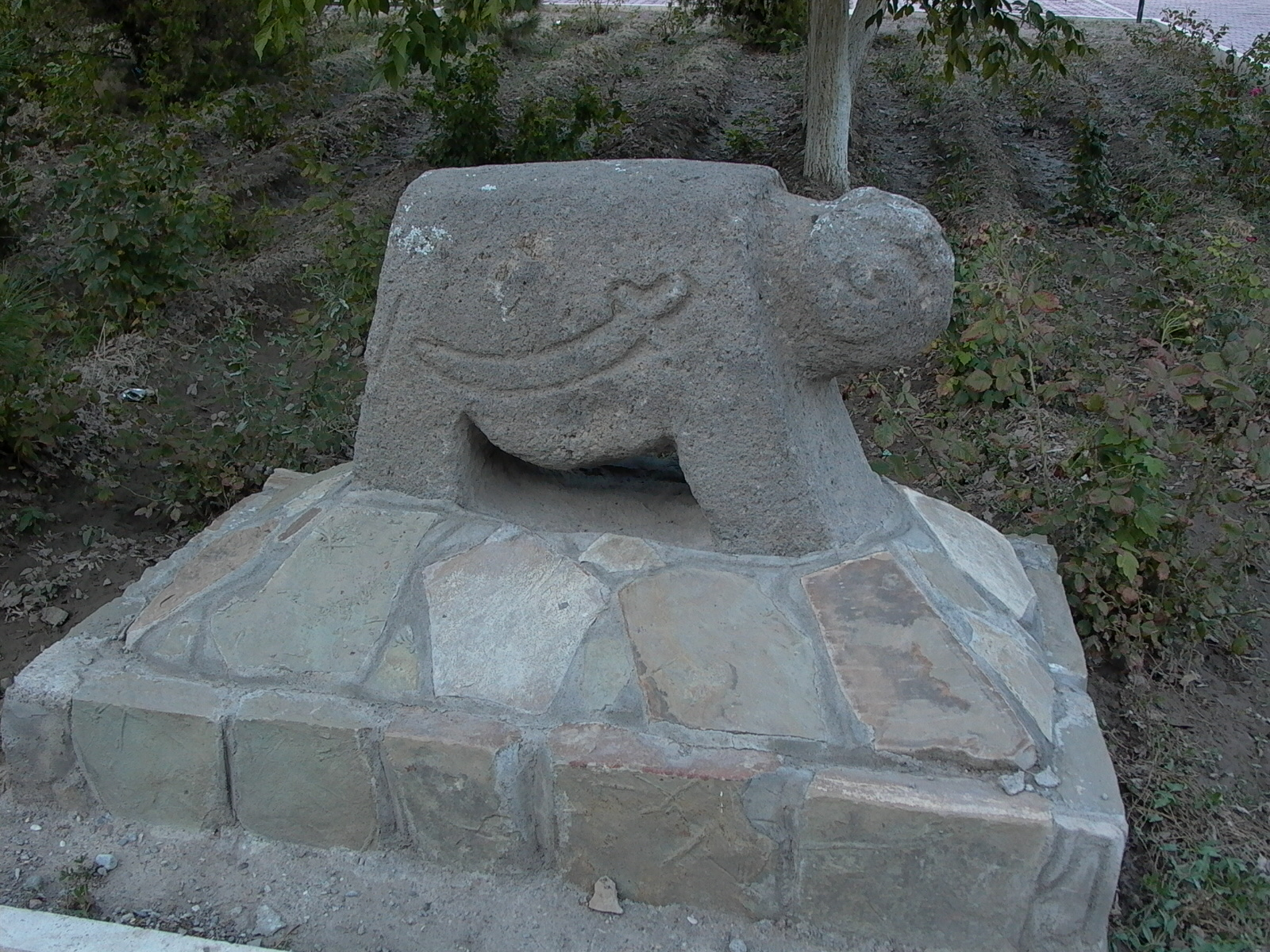
Каменный барашек на бетонном основании в Ордубаде
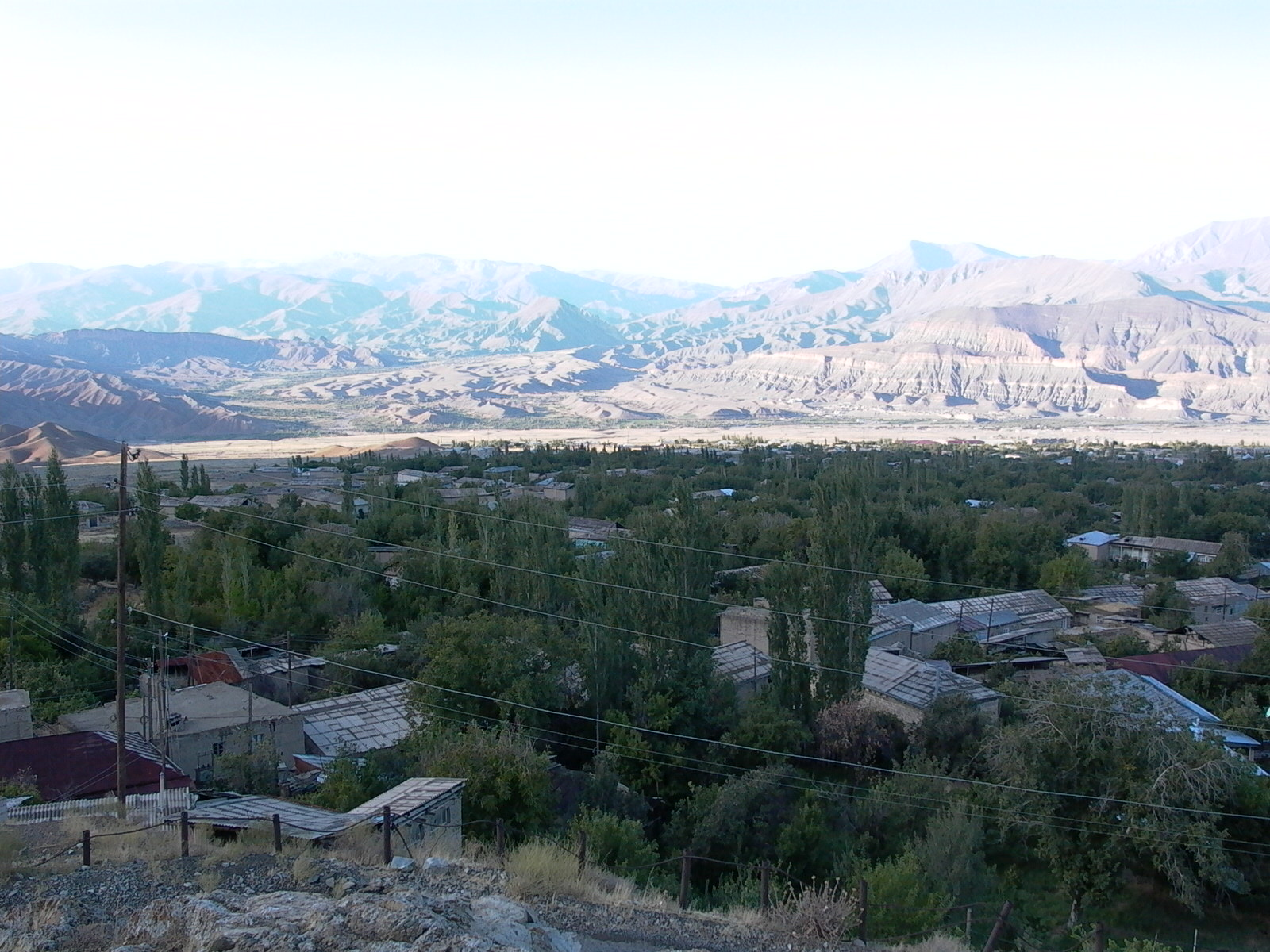
Вид на город Ордубад, на заднем плане видны горы на территории Ирана
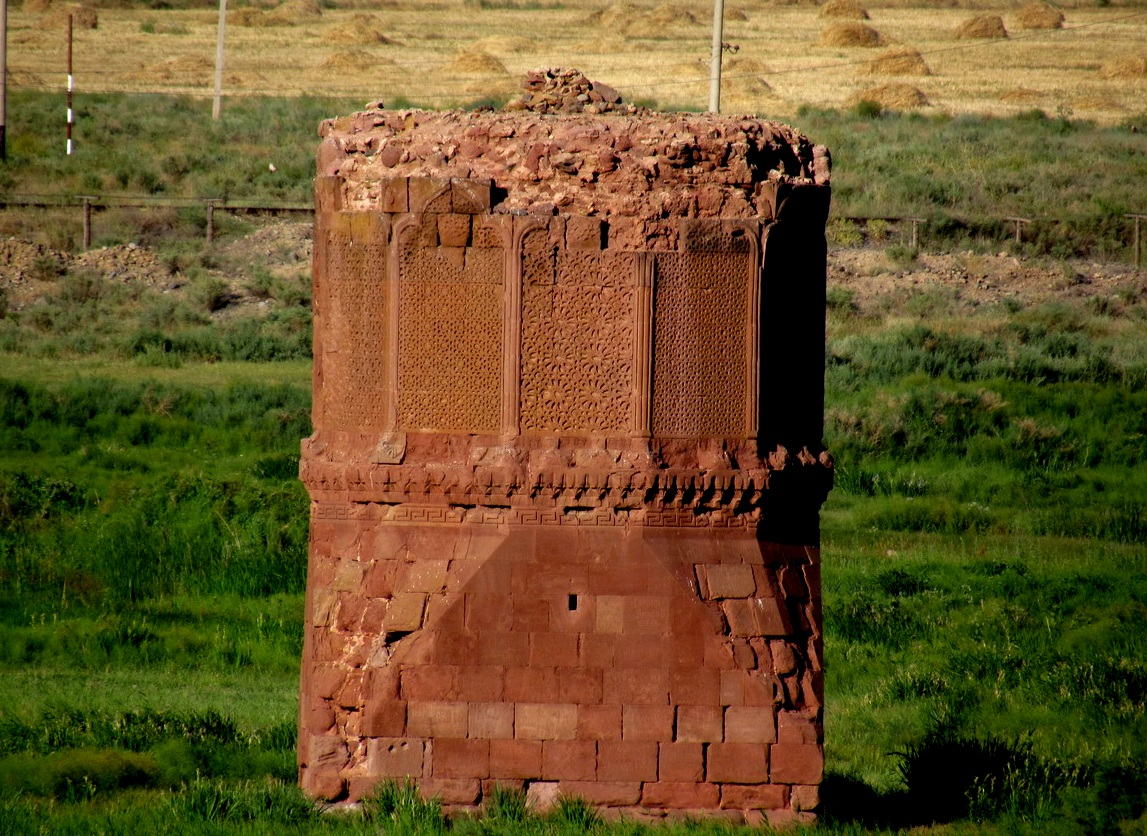
Мавзолей «Гюлистан» близ города Джульфа
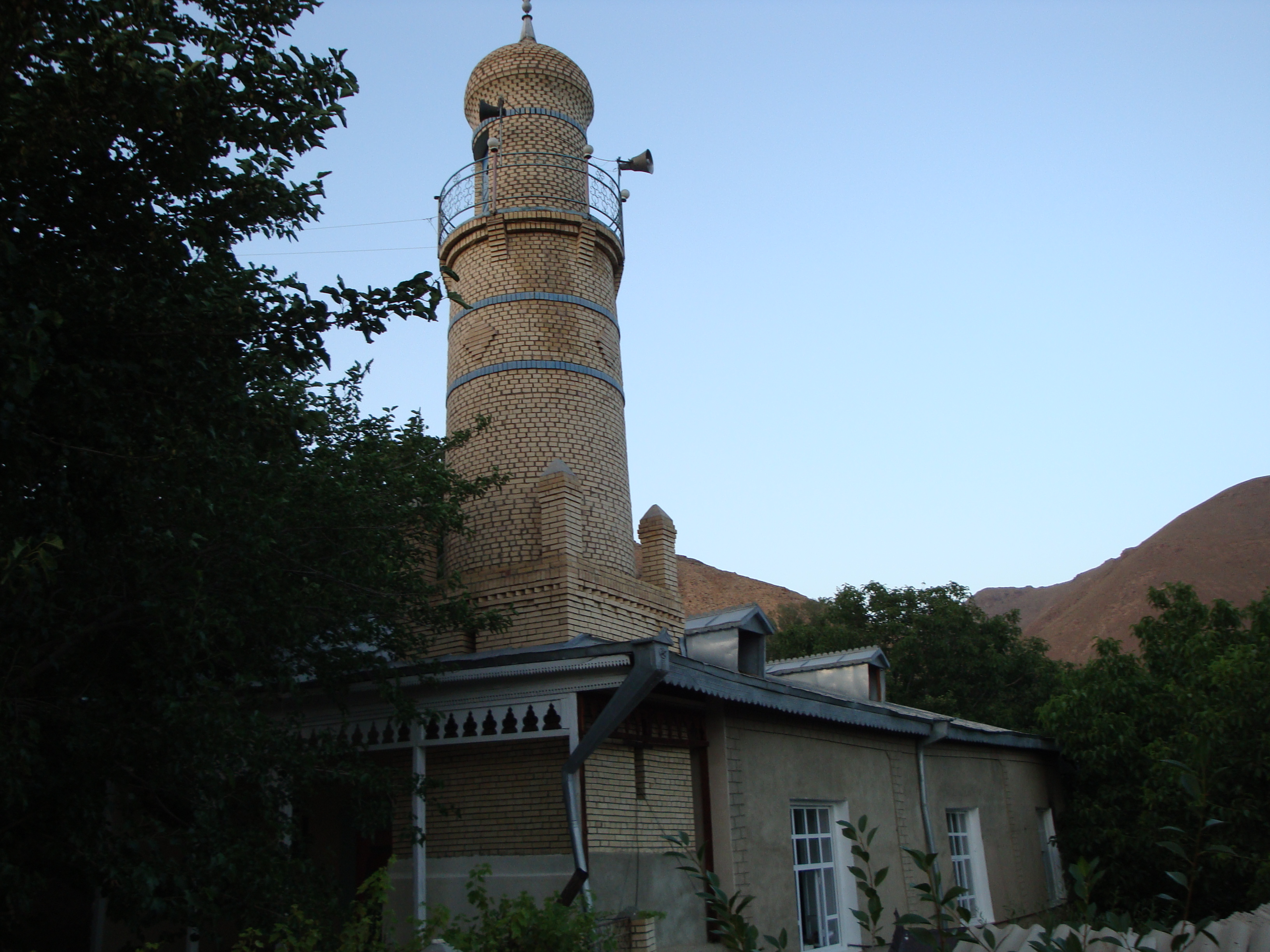
Мечеть XIX века в селе Дырныс Ордубадского района
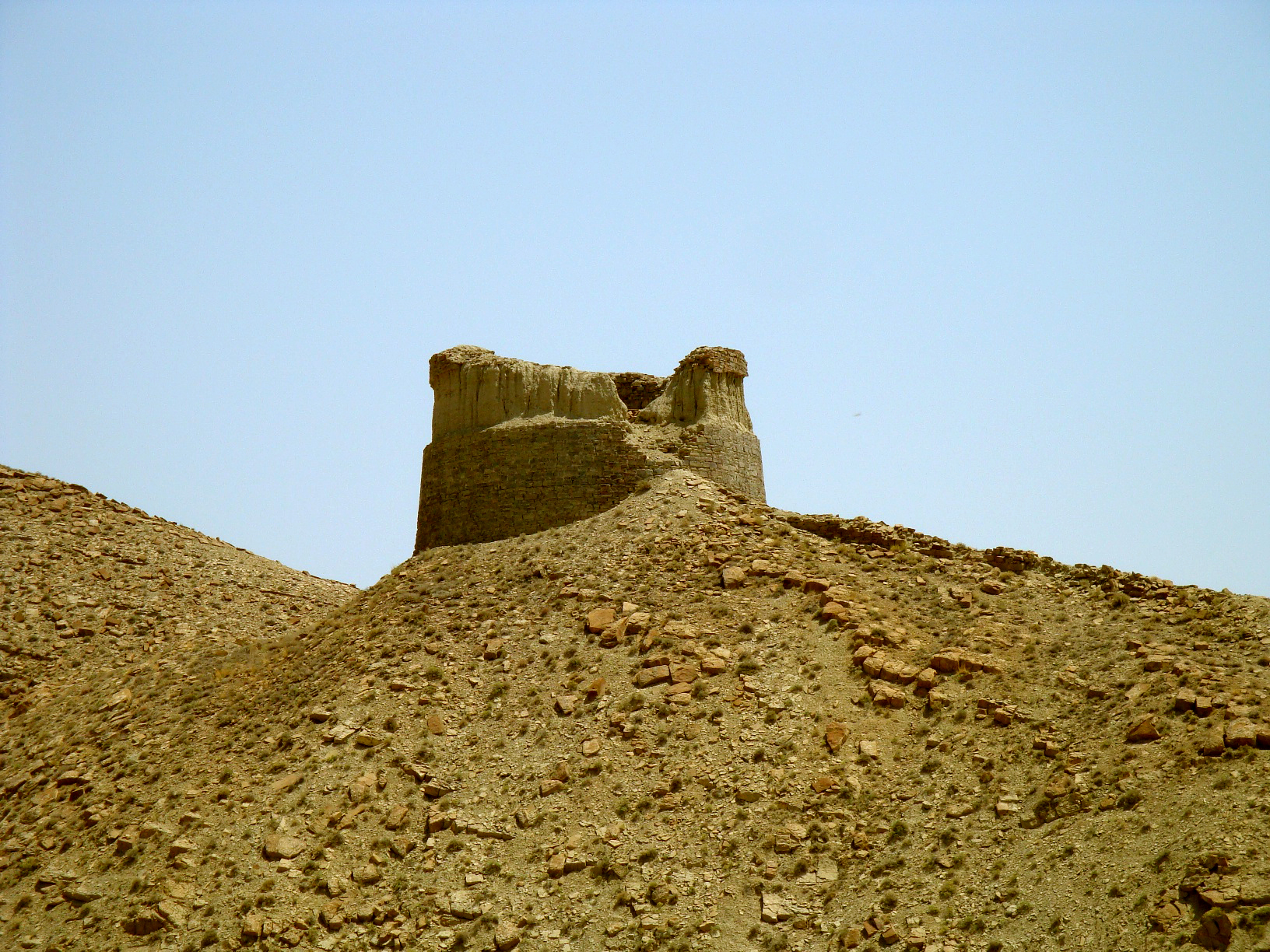
Развалины древнего города Хараба-Гилян близ села Юхары Азы Ордубадского района